# Cordula
Cordula  è un nome proprio di persona italiano femminile

## Varianti in altre lingue
- Catalano: Còrdula[2]
  - Maschili: Còrdul[2]
- Spagnolo: Córdula[2]
  - Maschili: Córdulo[2]
- Tedesco: Cordula[3][4], Kordula[4], Kordel[4]
  - Ipocoristici: Cora[3]

## Origine e diffusione

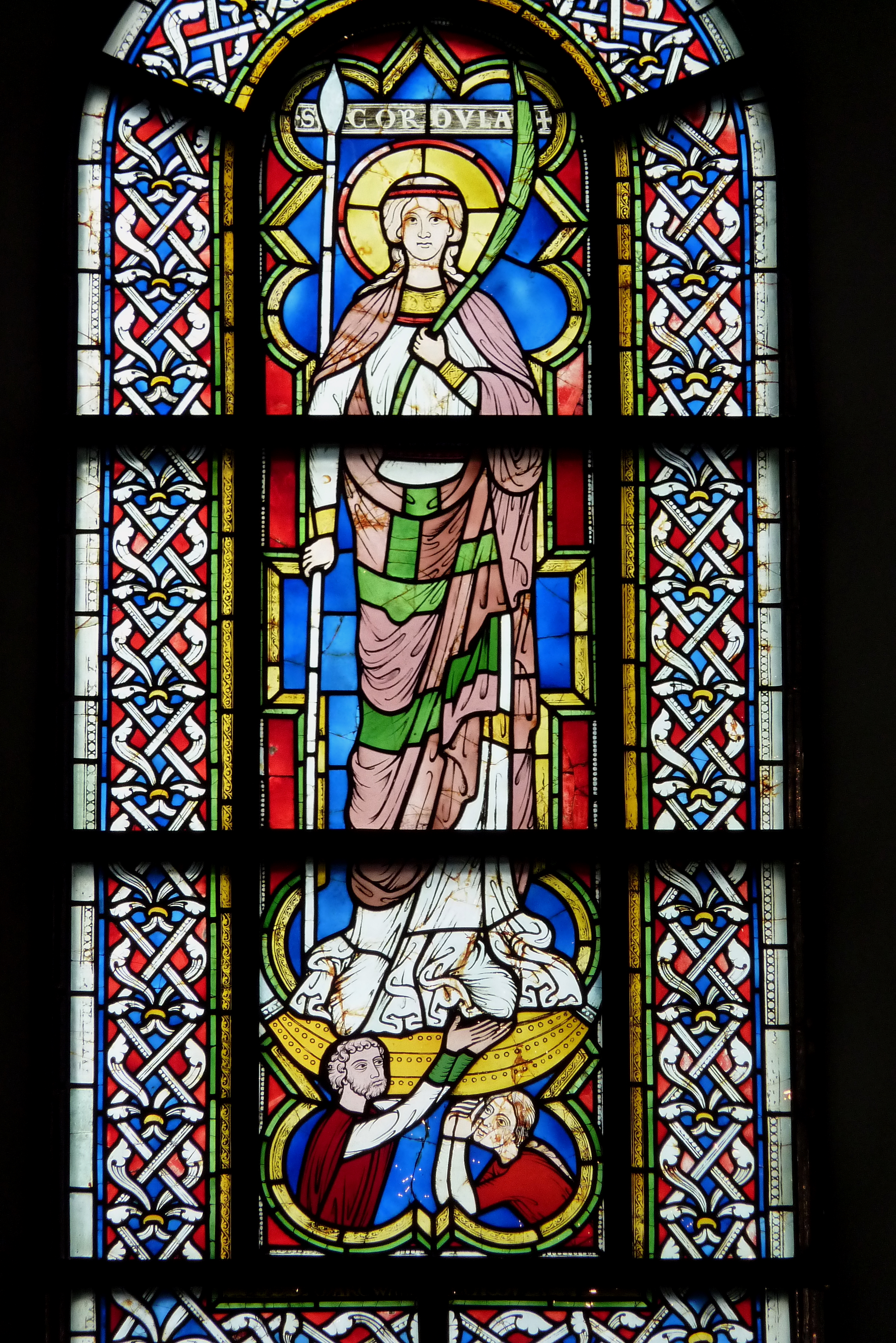
Santa Cordula raffigurata su una vetrata della chiesa di San Cuniberto a Colonia

Riprende pari pari un nome tardo latino che rappresenta un diminutivo di cor (al genitivo cordis), ossia "cuore", col significato quindi di "piccolo cuore", simile a quello del nome Fuad. 
Il nome, che venne portato da santa Cordula, una delle compagne di sant'Orsola nella leggenda, era abbastanza popolare in Germania nel XVI e XVII secolo, e alcune fonti lo considerano all'origine del nome Cordelia. La diffusione in Italia è invece molto scarsa.

## Onomastico
L'onomastico si può festeggiare in memoria di santa Cordula, compagna di viaggio di sant'Orsola, commemorata il 21 o il 22 ottobre (la quale, secondo la leggenda, si nascose durante il martirio di Orsola e delle altre, ma uscì allo scoperto il giorno successivo, seguendo il loro stesso destino). Si ricorda con questo nome anche una beata, Jane Louise Barré, religiosa orsolina col nome di "sorella Cordula", ghigliottinata insieme ad altre consorelle a Valenciennes nel 1794, ricordata il 23 ottobre.

## Persone
- Cordula Poletti, vero nome di Lina Poletti, scrittrice italiana

## Il nome nelle arti
- Cordula è un personaggio dell'omonimo film del 1950, diretto da Gustav Ucicky.
- Cordula Van Dering è un personaggio della soap opera Tempesta d'amore.

## Toponimi
- 940 Kordula è un asteroide della fascia principale.